# Ramal Rancagua-Coltauco
El ramal Rancagua-Coltauco fue una línea de ferrocarril chilena que conectaba las ciudades de Rancagua y Coltauco. Fue construido en 1915, en un principio solo hasta Doñihue, y luego fue extendido hasta Coltauco en 1938.

## Historia

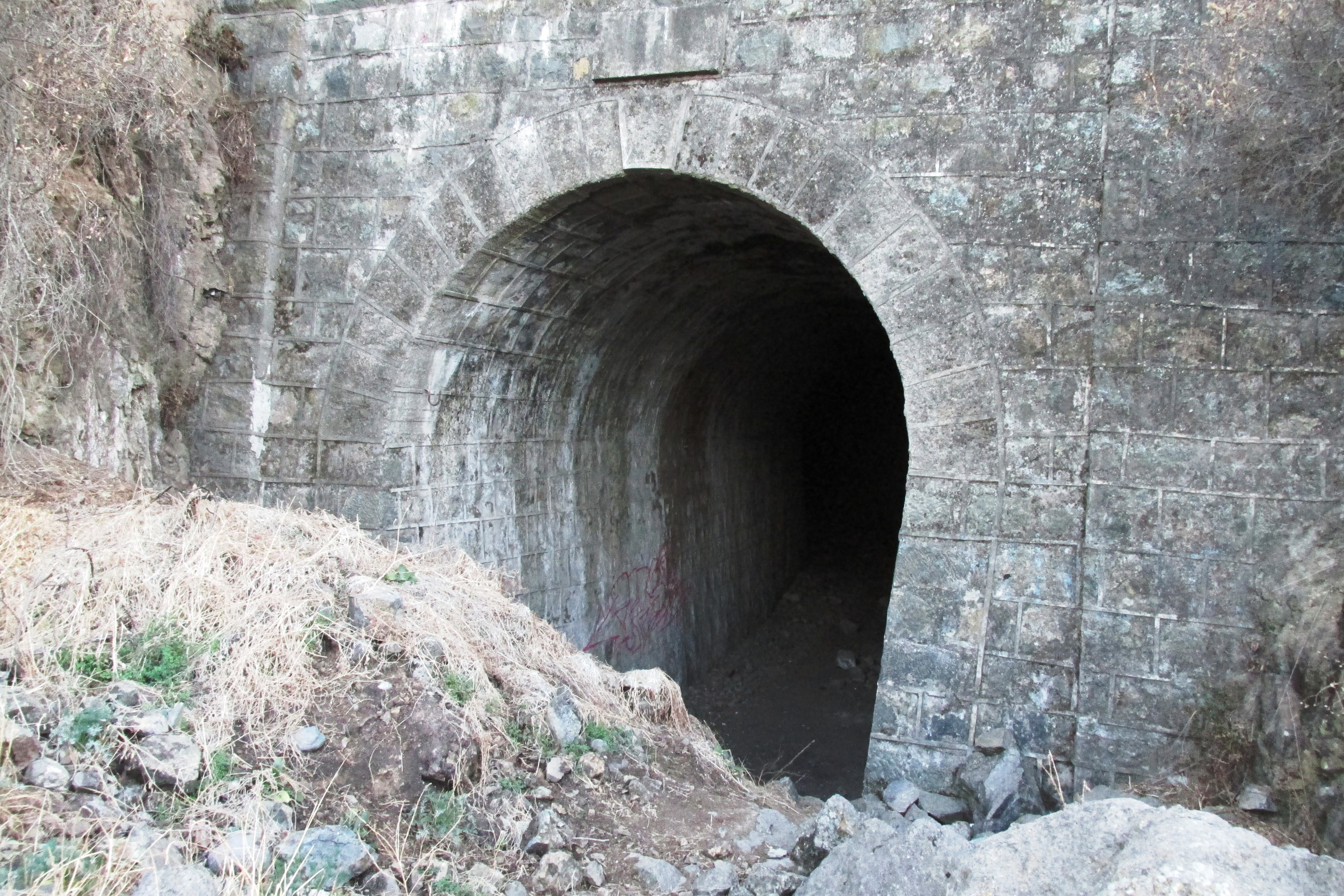
Extremo poniente del túnel en el sector de Punta de Cortés.

### Tramo Rancagua-Doñihue
Inicialmente este ramal fue construido hasta Doñihue con una longitud de 21 kilómetros y trocha métrica, con terraplenes en los sectores de Punta de Cortés y Lo Miranda para evitar las inundaciones que causaba el río Cachapoal durante los periodos de lluvia, y un túnel de aproximadamente 100 metros para cruzar el Cordón de Cantillana (erróneamente confundido con la cordillera de la Costa) en el sector de Punta de Cortés. Este tramo fue inaugurado en 1915. A 1929, solo comprendía las estaciones de Rancagua, Lo Miranda y Doñihue.

### Tramo Doñihue-Coltauco
En 1935 empezó la extensión del ramal hasta Coltauco, con la idea de conectarlo con el Ramal Pelequén-El Carmen en Peumo para llegar al puerto de San Antonio. Para esto se ensanchó la vía a 1676 mm, permitiendo la circulación de trenes más grandes. En 1936 iniciaron los trabajos para suprimir el uso del túnel en el sector de Punta de Cortés, ya que este era muy angosto por ser diseñado para la vía anterior de 1000 mm. Este tramo fue inaugurado el 1 de octubre de 1938.
Para el invierno de 1963 el ramal contaba con 1 salida diaria proveniente de Santiago. (sin contar trenes dentro del ramal)

### Decadencia y cierre
Durante la década de 1950 se pavimentó el camino paralelo al ramal, que actualmente corresponde a la ruta H-30, por lo que el tránsito de trenes se vio afectado negativamente de forma considerable, lo que se puede apreciar en la siguiente tabla:
| Periodo | Carga entrante | Carga saliente | Carga Total | Pasajeros salientes |
| ------- | -------------- | -------------- | ----------- | ------------------- |
| 1953-60 | 10.654 tons    | 25.937 tons    | 35.591 tons | 51.216              |
| 1961-65 | 1.987 tons     | 2.052 tons     | 4.039 tons  | 20.361              |

Hacia 1959, los ramales de Rancagua-Coltauco y Pelequén-El Carmen presentaban grandes pérdidas monetarias para la Empresa de Ferrocarriles del Estado, ya que los ingresos no alcanzaban a cubrir los gastos de estos ramales.
Ese año se realizó un estudio para buscar soluciones a estas pérdidas, finalmente evaluando tres posibles soluciones:
1. Extender el ramal de Coltauco hasta Peumo, con una distancia de 18 kilómetros, y habilitar el puente sobre el Rio Cachapoal para tránsito mixto. Esto tendría un costo de $1.367.000.000.
2. Extender el ramal de Coltauco hasta Peumo y suprimir el sector de Pelequén a Peumo (del Ramal Pelequén-El Carmen), habilitando el Puente Cachapoal para tránsito caminero. Esta opción reduciría el costo a $700.000.000, ya que el material del sector suprimido sería aprovechado para la construcción del tramo Coltauco-Peumo.
3. Suprimir ambos ramales, reemplazándolos por transporte caminero, habilitando el Puente Cachapoal para ello. Esta opción sugería un ahorro de $35.000.000 anualmente para la empresa.

Este estudio aseguraba que a futuro, en un periodo de 20 años, no se lograría alcanzar un volumen de producción que permita aumentar la densidad de tráfico de los ramales.
Finalmente se decidió optar por la tercera posibilidad, y mediante decreto del 15 de noviembre de 1966 se autorizó el cierre del ramal y el levante de la vía férrea, lo que ocurrió finalmente en 1971.

### Actualidad
Actualmente parte de la antigua vía, incluyendo el puente sobre el Estero La Cadena, es utilizada entre Rancagua y California por Codelco para el canal de transporte de relaves derivados del proceso productivo de la mina El Teniente hasta el Embalse Carén. El antiguo túnel en el sector de Punta de Cortés nunca fue demolido y aún se puede apreciar ambos extremos desde la ruta H-30. Solo su extremo oriente se encuentra cerrado.